# Damgan
Damgan är en kommun i departementet Morbihan i regionen Bretagne i nordvästra Frankrike. Kommunen ligger i kantonen Muzillac som tillhör arrondissementet Vannes. År 2022 hade Damgan 1 930 invånare.

## Befolkningsutveckling
Antalet invånare i kommunen Damgan
| Referens: INSEE |